# Johan Hansen (grosserer)
 Der er flere personer med dette navn, se Johan Hansen.
Johan Hansen (født 7. februar 1845 i Havnbjerg, død 25. februar 1928 i Gentofte), var en københavnsk fabrikant og grosserer, der fra små kår på Als arbejdede sig op til at blive en velhavende forretningsmand i København. 
Johan Hansen var Kommandør af Dannebrog og Dannebrogsmand. 

## Baggrund
Johan Hansen voksede op på slægtsgården "Havnbjerg Vestergaard", hvor han allerede som 2-årig mistede sin far. Als var dengang tysk, og Johan Hansen stod derfor som 22-årig overfor at skulle være tysk soldat: Dette ønskede han ikke, og hans eneste mulighed var derfor at udvandre, hvorfor han den 13. maj 1867 sejlede med båd fra Sønderborg med retning mod Korsør og det endelige mål København.
Efter dansk militærtjeneste endte han efter forskellige jobs med at overtage en købmandsbutik på Købmagergade. Efter ægteskab i 1875 med Caroline Beyer fra Aalborg, købte de et gartneri på Frederiksberg, som de senere solgte med et godt udbytte. Herefter slog Johan Hansen sig på sit egentlige virkefelt: køb af grunde og beboelsesejendomme i Københavnsområdet. I 1882 flyttede han til Ordrup, hvor han blev en kendt person, optaget af Venstres ideer. 
I 1902 købte han en lille, men anerkendt sølvvarefabrik, Dansk Forsølvnings Anstalt, som han sammen med sin søn arbejdede op til en betydelig virksomhed.
Johan Hansen var meget optaget af nationale emner, og han har gennem tiderne givet gaver til mange danske formål, bl.a. kan nævnes:
- den første flyvemaskine til hæren: en " Maurice Farman to-dækker" med en 80 HK motor
- større beløb til Nationalmuseet
- hjælp til Skovshovedfiskerne (Øresund lå tæt på hans bopæl)
- store bidrag til oprettelse af danske forsamlingshuse i Slesvig

Johan Hansen døde i Gentofte i 1928, 83 år gammel. Hans gravsted findes på Ordrup Kirkegård.

## Nordborg Slot
I 1921, kort efter Genforeningen 1920, købte Johan Hansen Nordborg Slot, som han samme år overdrog til byen Nordborg med den klausul, at bygningerne skulle bruges som en dansk efterskole. Med denne gave fulgte også et stort beløb i obligationer, der sikrede driften af efterskolen i en lang årrække. 
Johan Hansen havde i sit gavebrev bestemt at der skulle stå en bolig til rådighed for ham og hans familie på slottet. Sønnen Carl Hansen og senere dennes søn, Johan Helbig Hansen, var, ligesom Johan Hansen, meget optaget af livet på slottet, og opholdt sig i lange perioder i gæsteboligen.
Johan Hansen blev æresborger i Nordborg i året 1924.
En vej tæt på slottet er opkaldt efter Johan Hansen. 